# Симфонія № 4 (Шуман)
Симфонія № 4 ре мінор, op. 120 Роберта Шумана була написана в 1841 році й, таким чином, стала хронологічно другою симфонією Шумана. Проте композитор наважився опублікувати цей твір лише 1851 року, значно змінивши першу версію. Вперше симфонія прозвучала 3 березня 1851 року під орудою автора.
Симфонія складається з 4-х частин, що в редакції 1851 року мають такі позначення:
1. Ziemlich langsam — Lebhaft (ре мажор)
2. Romanze: Ziemlich langsam (ля мінор)
3. Scherzo: Lebhaft (ре мажор)
4. Langsam; Lebhaft (ре мажор)